# Templariusze

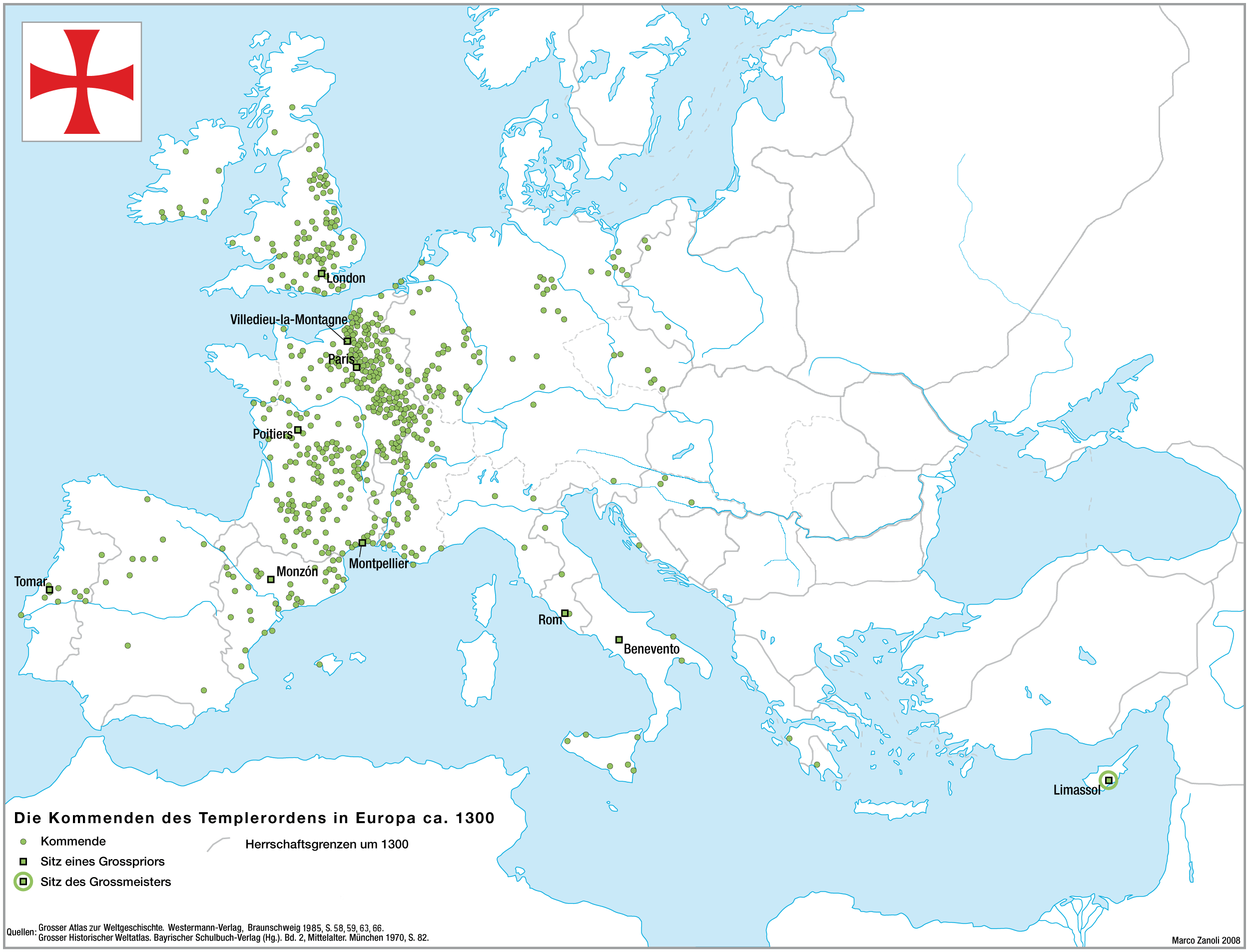
Domy zakonów templariuszy w Europie ok. 1300 roku

Zakon Ubogich Rycerzy Chrystusa i Świątyni Salomona (łac. Fratres Militiae Templi, Pauperes Commilitones Christi Templique Salomonis; fr. Pauvres Chevaliers du Christ et du Temple de Salomon), potocznie: Templariusze (fr. Les Templiers) – średniowieczny katolicki zakon rycerski, działający od XII do XIV wieku.

## Początki

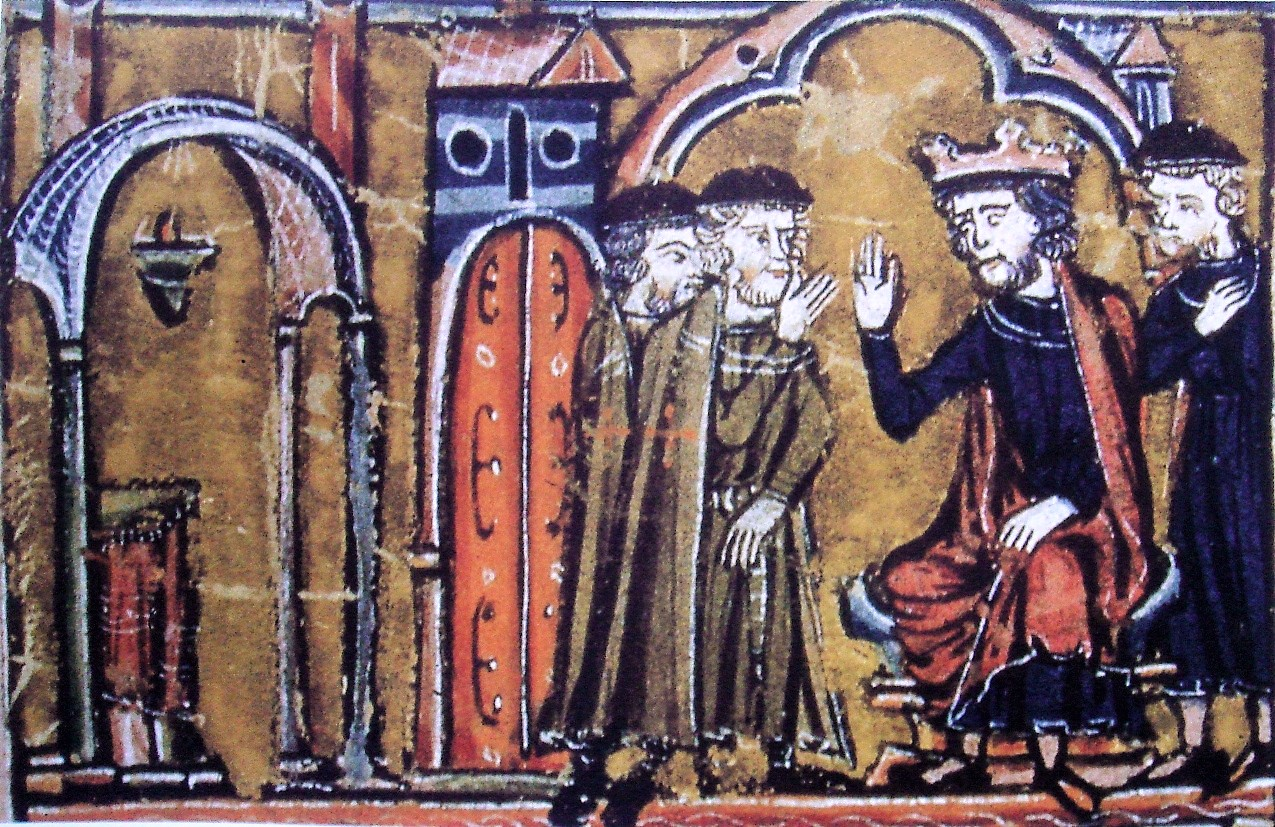
Baldwin II przekazuje Świątynię Jerozolimską Hugonowi de Payens

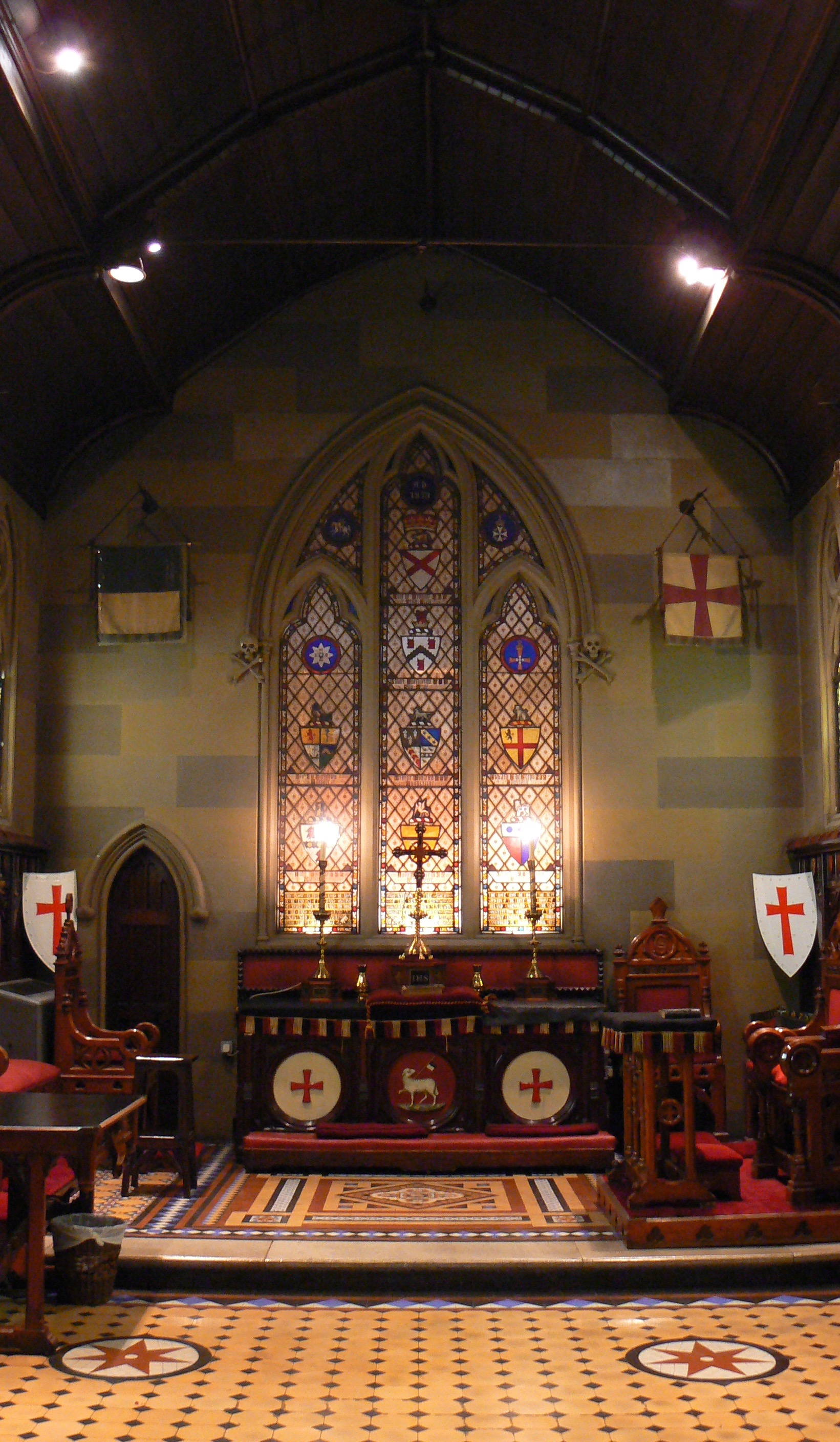

Zakon Ubogich Rycerzy Chrystusa i Świątyni Salomona, czyli templariuszy, powstał w 1118 roku (albo – jak sądzi część historyków – w 1119 lub dopiero w 1120 roku), kiedy rycerz z Szampanii Hugo de Payens i jego towarzysze: Godfryd de Saint-Omer, Godfryd d’Eygorande, Nicolas de Neuvic, Jean d’Ussel, Jean de Meymac i Pierre d’Orlean złożyli przed Gormondem de Picquigny, patriarchą Jerozolimy, śluby ubóstwa, czystości, posłuszeństwa i walki za wiarę według reguły cysterskiej (św. Bernarda z Clairvaux). Rycerze-zakonnicy zobowiązali się bronić pielgrzymów i chronić szlaki pielgrzymkowe. W 1120 roku od króla Jerozolimy, Baldwina II, otrzymali stojący na wzgórzu świątynnym, przebudowany na kościół, meczet Al-Aksa oraz część wznoszącego się w pobliżu swojego pałacu, który stał się ich kwaterą. W 1125 do zakonu wstąpili André de Montbard (późniejszy piąty wielki mistrz zakonu) i Hugo z Szampanii. André był wujem Bernarda z Clairvaux, twórcy reguły zakonu cysterskiego, a Hugo przyjaźnił się z opatem klasztoru cystersów w Citeaux, Étienne’em Hardingiem. Cztery lata później w 1129 na synodzie w Troyes, któremu przewodzili kardynał legat Mateusz d’Albano i Bernard z Clairvaux, templariusze faktycznie ukonstytuowali się jako zakon - otrzymali regułę zakonną opierającą się na regule cysterskiej. Ich sentencją stało się zdanie Memento Finis (z łac. „pamiętaj o końcu”). Reguła łacińska składała się z siedemdziesięciu dwóch artykułów, które omawiały obowiązki religijne i wojskowe braci, porządek dnia zakonnego, własności doczesnej braci, hierarchii zakonu i posłuszeństwa. W 1147 roku w czasie pontyfikatu Eugeniusza III, który uczestniczył w kapitule generalnej w Paryżu, papież nadał templariuszom godło czerwonego, ośmiokątnego krzyża, symbolu męczeństwa, które noszono na białym habicie. W tym samym czasie regułę łacińską przetłumaczono na język francuski, wprowadzając zmiany, jak np. rezygnacja z zasady nowicjatu.
Nazwa zakonu pochodzi od łacińskiego słowa templum – świątynia, od ich siedziby w pobliżu tzw. świątyni Salomona w Jerozolimie. Pieczęć zakonu przedstawiała dwóch rycerzy dosiadających jednego wierzchowca, co symbolizowało pokorę i ubóstwo.

## Struktura zakonu

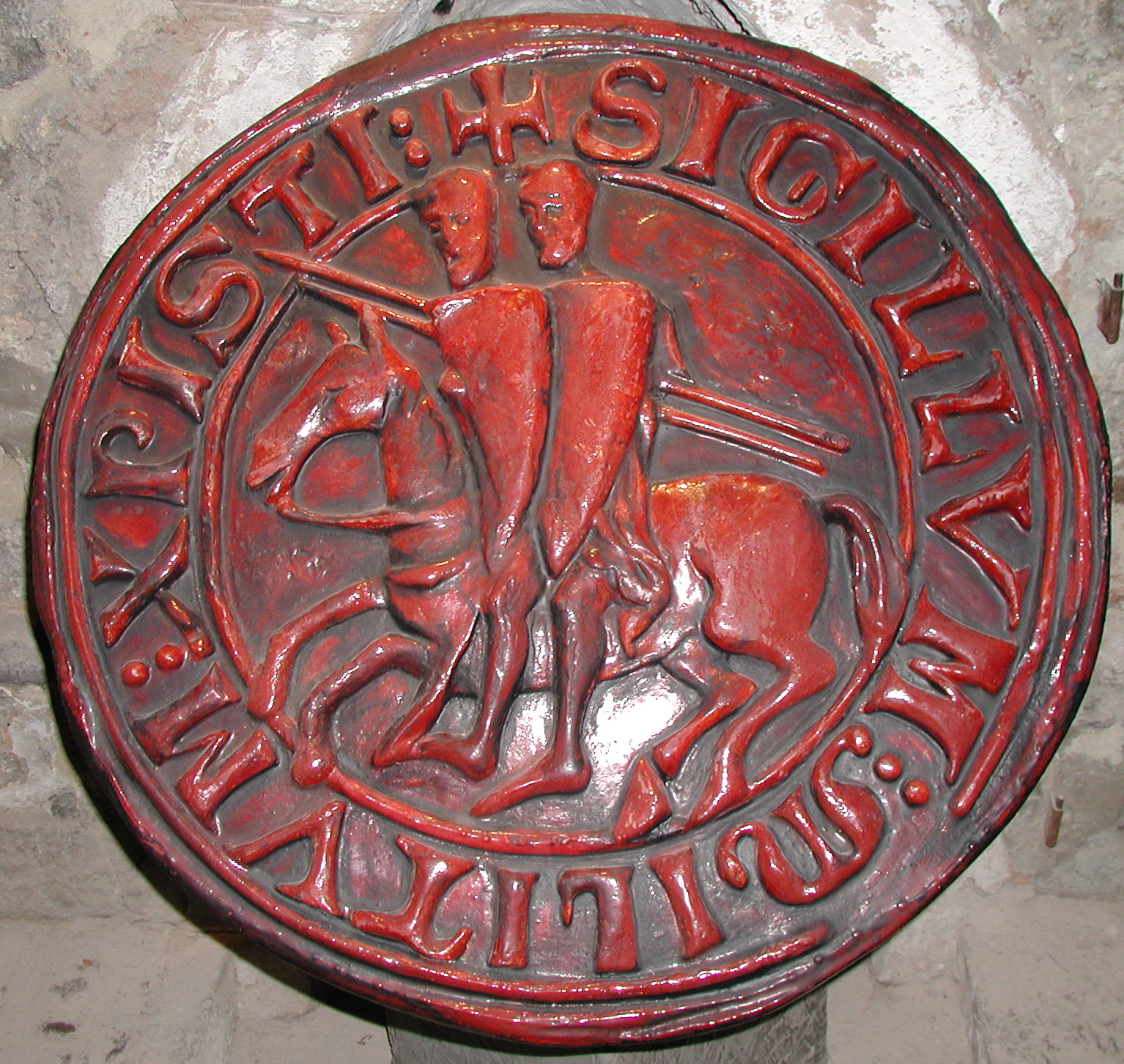
Pieczęć zakonu templariuszy

Flaga templariuszy

Krzyż zakonny (jedna z wersji)

Krzyż zakonny (jedna z wersji)

Krzyż zakonny (jedna z wersji)

Krzyż zakonny (jedna z wersji)

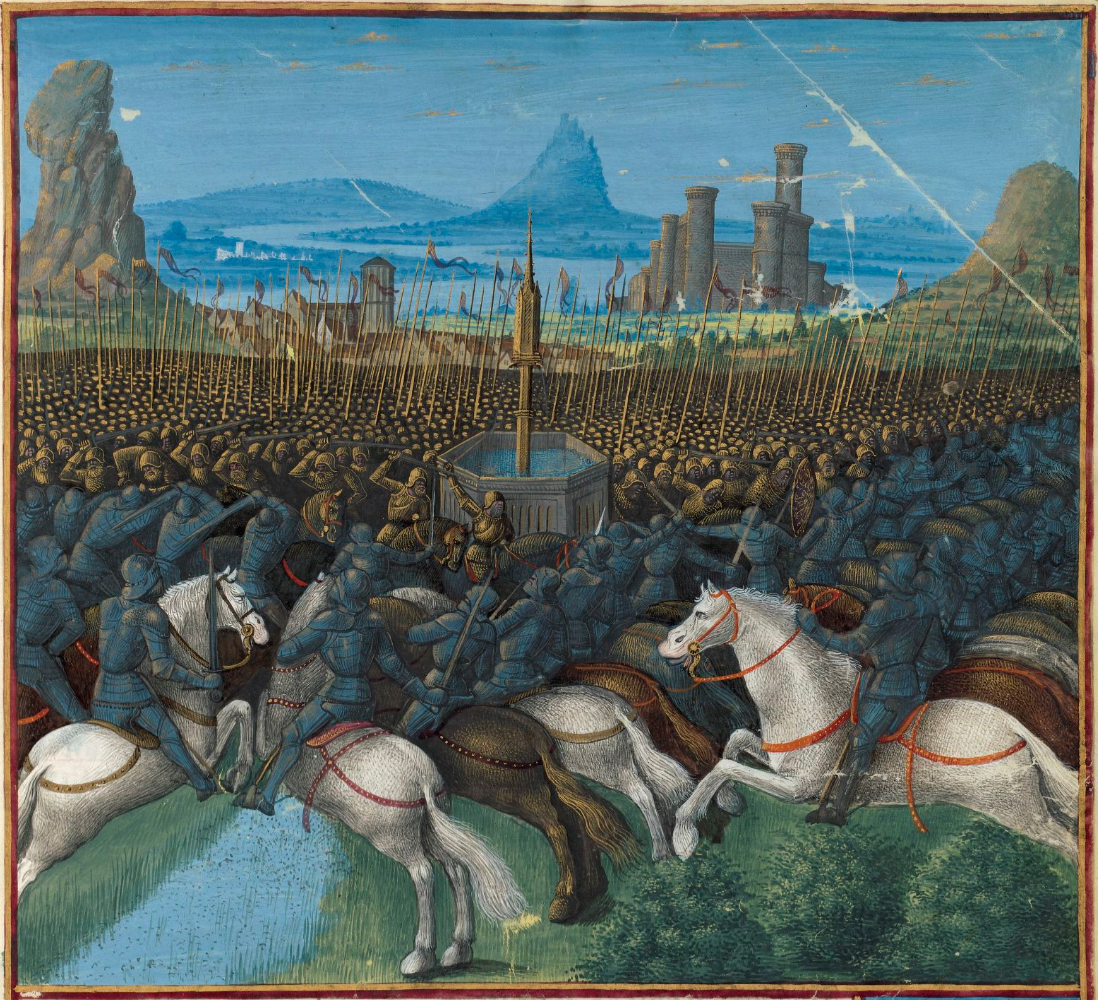
Templariusze brali udział w bitwie pod Hittin (1187) podczas krucjat

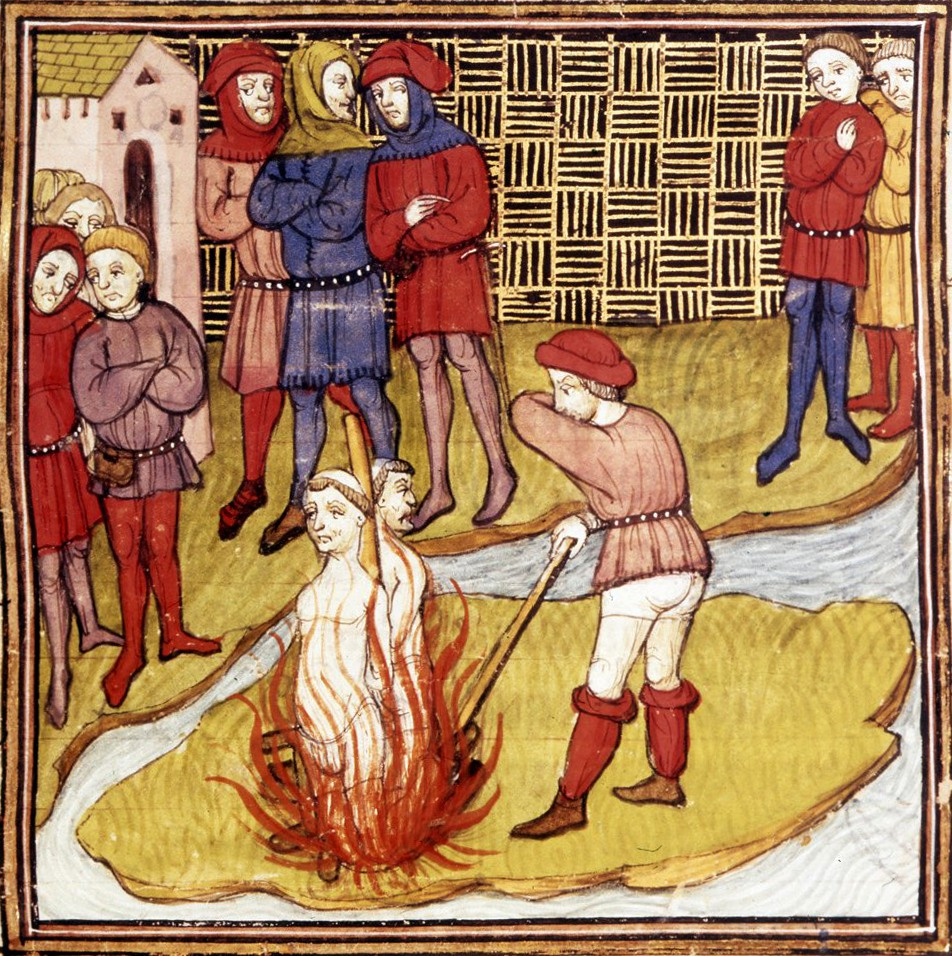
Śmierć templariuszy na stosie

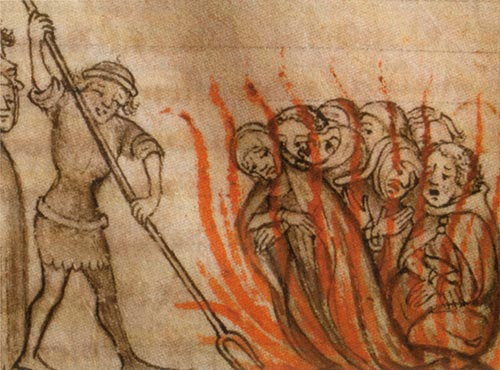
Spalenie templariuszy na stosie

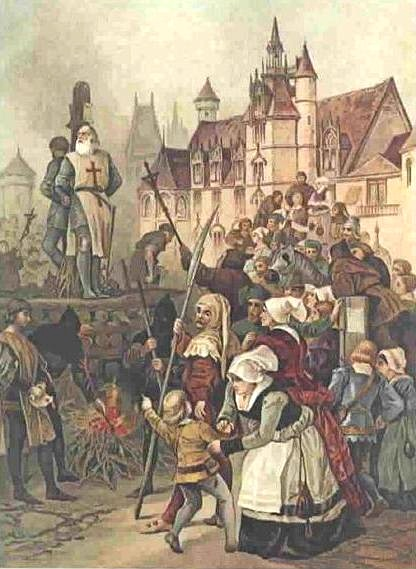
Egzekucja mistrza zakonu Jaquesa de Molay przez spalenie na stosie w 1314

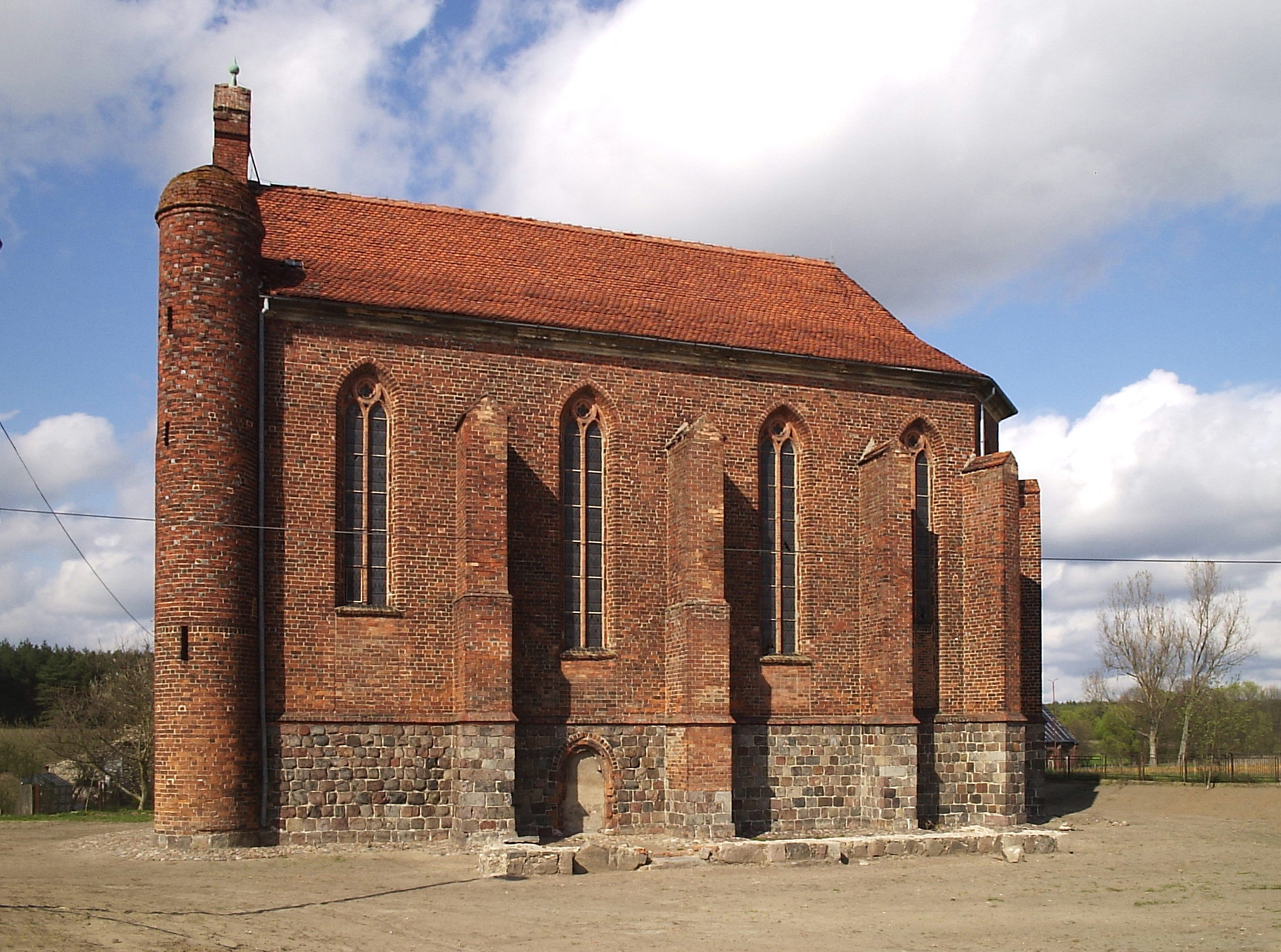
Kaplica w Chwarszczanach – część dawnej komandorii templariuszy

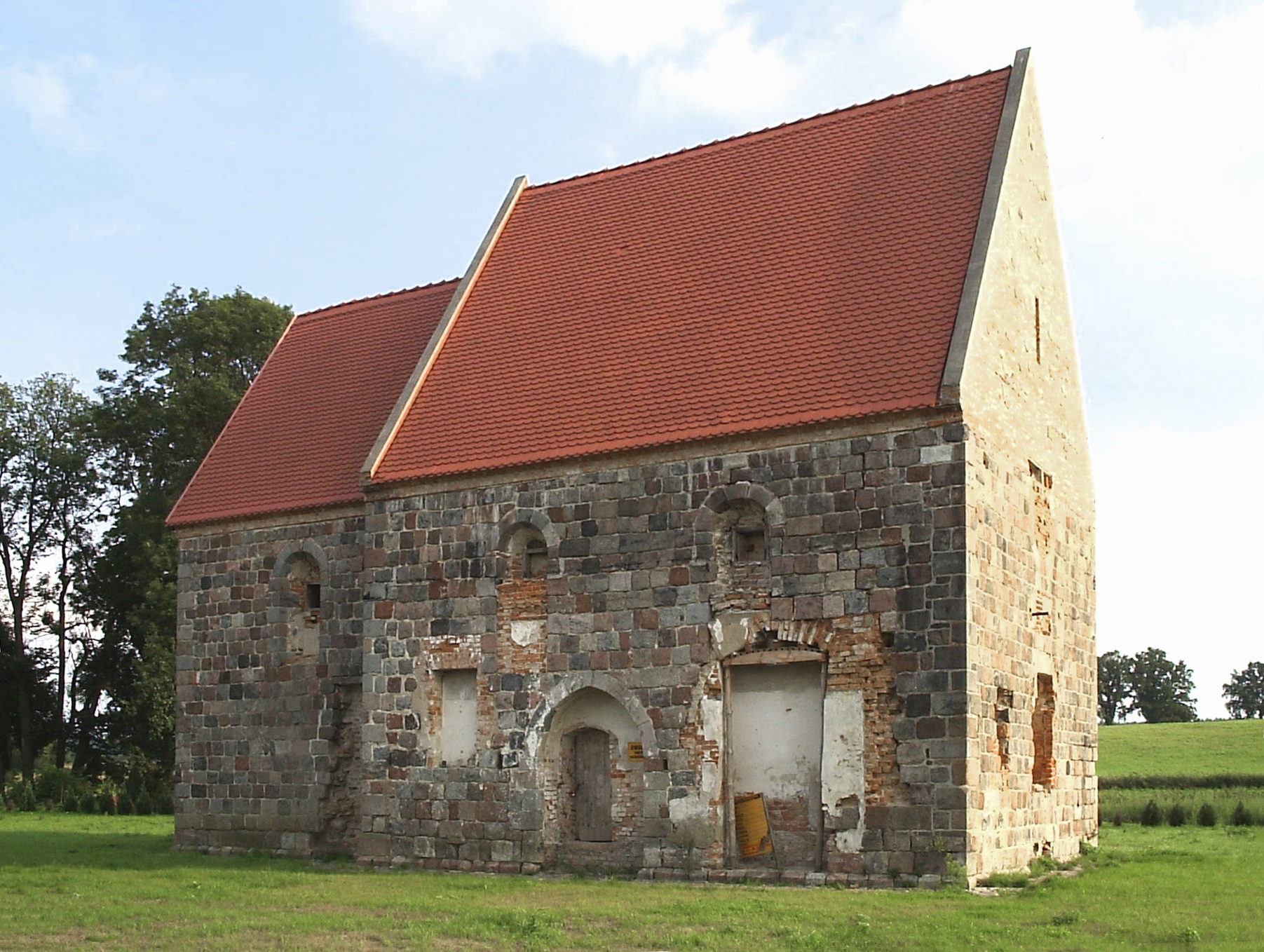
Kaplica w Rurce – część dawnej komandorii templariuszy

Na czele Zakonu stał wielki mistrz, którego większością głosów wybierało kolegium złożone z trzynastu elektorów: ośmiu rycerzy, czterech serwientów i jednego kapelana. Wielkim mistrzem mógł zostać wyłącznie brat po ślubach zakonnych.
W sprawach ważnych mistrz podejmował decyzje radząc się kapituły, w której skład wchodzili: seneszal, marszałek, szatny, komandor Królestwa Jerozolimskiego, Komandor Grodu Jeruzalem, komandor Akki, komandor Trypolisu i komandor Antiochii. Zastępcą wielkiego mistrza był seneszal, odpowiedzialny za zaopatrzenie i gospodarkę zakonu. Nad jego namiotem w obozie powiewała baussant – srebrzysto-biała chorągiew zakonu. Na czele hierarchii wojskowej stał marszałek, który dowodził hufcami w czasie wojny i był odpowiedzialny za dyscyplinę zakonników. Podczas bitwy marszałek osobiście dzierżył sztandar, najważniejszy znak dla walczących rycerzy.
Komandor Królestwa Jerozolimskiego był skarbnikiem zakonu. Komandor Grodu Jeruzalem odpowiadał za bezpieczeństwo szlaków pielgrzymkowych prowadzących nad Jordan. Komandor Jeruzalem i jego dziesięciu rycerzy miało przywilej strzec relikwii Świętego Krzyża, który stracono w czasie bitwy pod Hattin. Komandorzy, przy pomocy własnych marszałków i szatnych – sukienników, zarządzali swoimi prowincjami zakonnymi. Podlegali im kasztelani i komandorzy poszczególnych domów zakonnych.
W Europie zakon templariuszy dzielił się na 13 prowincji: Francja, Anglia ze Szkocją i Irlandią, Flandria, Poitou, Akwitania, Owernia, Prowansja, Sycylia, Apulia, Portugalia, Katalonia, Aragonia i Węgry. Na czele każdej stał mistrz. Najważniejszymi prowincjami, które posiadały status równy prowincjom wschodnim, były prowincje hiszpańskie, w których również walczono z niewiernymi. Pozostałe europejskie prowincje, baliwaty i komandorie pełniły funkcje gospodarcze i finansowe. Każdy klasztor miał swoją kapitułę zwykłą, zbierającą się raz w tygodniu, i kapitułę generalną, która służyła jako instancja odwoławcza.
Członkowie Zakonu dzielili się na cztery grupy: braci-rycerzy (fratres milities), braci służebnych – serwientów (fratres servientes armigerii), kapelanów (fratres capellani), oraz służby i rzemieślników (servients famuli et officii). W zakonie mogli również służyć rycerze na określony czas, po którym wracali do życia świeckiego, oraz fratres conjugati – bracia żonaci. Rycerze odbywający czasową służbę w zakonie i bracia żonaci nie mogli nosić białych habitów, lecz, podobnie jak serwienci, brązowe lub czarne. Wicemarszałek, chorąży, brat kucharz klasztoru, kowal klasztoru, komandor portu w Akce rekrutowali się spośród braci służebnych.

## Motto, pieczęć i herb
Motto templariuszy:
Non nobis Domine, non nobis, sed nomini Tuo da gloriam!
(Nie nam, Panie, nie nam, lecz Twemu imieniu daj chwałę. Psalm 115,1)
Pieczęć nosiła napis:
SIGILLUM MILITUM CHRISTI
(Pieczęć Wojowników Chrystusa)
Pieczęć pokazuje dwóch uzbrojonych rycerzy na jednym koniu. Jej znaczenie nie jest całkowicie znane. Może to wskazywać na ślub ubóstwa przy wejściu do zakonu, inni podejrzewają, że jest symbolem ducha braterstwa, według trzeciej teorii ci dwaj rycerze są jedną osobą, raz jako wojownik i raz jako mnich. W czasie aresztowań pod Filipem IV Pięknym została ona w akcie oskarżenia oceniona jako dowód praktyk homoseksualnych zakonu.
Znakiem identyfikacyjnym zakonu był początkowo tylko biały płaszcz noszony nad białym habitem. Później (z okazji II wyprawy krzyżowej 27 kwietnia 1147 roku) płaszcz ten został oznaczony czerwonym krzyżem na lewym ramieniu przez papieża Eugeniusza III. Krzyż (najpierw równoramienny) został później przekształcony w łapowy. W historii zakonu sporadycznie stosowane były również krzyże laskowane.
Flaga zakonu („Beaucéant“) jest podzielona na dwie części, jedną czarną i jedną białą (u góry i na dole – symbolizują pokój i wojnę), później wyglądała jak szachownica, a jeszcze później został dodany krzyż templariuszy.

## Historia
19 marca 1128 roku templariusze otrzymali pierwsze nadanie z rąk Teresy, królowej Portugalii, która oddała im zamek w Soure nad Mondego strzegący południowej granicy królestwa przed Maurami. Także w tym roku Hugo de Payens założył prowincję angielską ze Starą Świątynią w Holborn jako ośrodkiem, a Gotfryd z Saint-Omer, syn kasztelana z Saint-Omer uzyskał darowizny na rzecz zakonu od Wilhelma Clitona, hrabiego Flandrii. W kolejnych latach templariusze pozyskali kolejnych hojnych sponsorów i współbraci. 14 lipca 1130 roku ślub zakonny złożył Rajmund Berengar III, hrabia Barcelony i Prowansji, ofiarowując templariuszom zamek Granena na granicy marchii saraceńskiej, zaś Alfons, król Portugalii obdarzył templariuszy nadaniem puszczy Cera pozostającej w rękach Saracenów; po wyzwoleniu regionu rycerze założyli Coimbrę, Ega i Rodin, które podlegały papieżowi bez pośrednictwa biskupów, a w 1131 roku podczas oblężenia Burgos Alfons I, król Aragonii pozostawił w testamencie templariuszom jedną trzecią swego królestwa. Jednak po jego śmierci w 1134 roku poddani unieważnili testament dzielący królestwo pomiędzy zakony rycerskie i przekazali królestwo don Ramirowi, bratu Alfonsa, biskupowi Burgos. W walkach o sukcesję, które wybuchły po unieważnieniu testamentu templariusze nie wzięli udziału. Kolejne nadania uzyskali w 1132 roku, uzyskując zamek Barbara od Ermengauda, hrabiego Urgell, a w 1134 roku twierdzę saraceńską Calatrava zdobytą przez Alfonsa, króla Kastylii i Aragonii od arcybiskupa Toledo, zaś w kwietniu tego roku hrabia Barcelony Rajmund Berengar IV przyrzekł templariuszom pomoc w obronie Graneny.
24 maja 1136 roku umarł Hugo de Payens, pierwszy mistrz templariuszy, jego następcą został wybrany Robert de Craon z Andegawenii, który uzyskał od papieży szereg bulli potwierdzających przywileje dla zakonu i stanowiących podstawę ich działalności. 29 marca 1139 roku papież Innocenty II wydał bullę Omne Datum Optimum będącą podstawą przywilejów templariuszy: wprowadził do zakonu braci kapelanów, wyłączył templariuszy spod władzy kościelnej (poza papieską) i powierzył mistrzowi oraz kapitule pełną odpowiedzialność za władzę w Zakonie, wyłączył spod opłaty dziesięcin, upoważnił do budowy kaplic i kościołów wyłączonych spod jurysdykcji biskupów. Bulla Milites Templi z 1144 roku nadała templariuszom prawo do kwestowania raz do roku w każdym kościele, nawet w okolicach obłożonych interdyktem; w tymże roku templariusze przyjęli do swego grona będącego w agonii i obłożonego klątwą Gotfryda z Mandeville, hrabiego Essex, co umożliwiło jego pochowanie w ziemi poświęconej i stanowiło wyraz ich szczególnego przywileju. W 1145 roku kolejna bulla Militia Dei powiadomiła biskupów o prawie templariuszy do budowy kaplic, a w 1147 roku papież Eugeniusz III nadał templariuszom godło czerwonego krzyża na białych habitach (miał być symbolem permanentnej krucjaty zakonu przeciw niewiernym) podczas obrad kapituły generalnej zakonu w Paryżu. Wszystkie te przywileje uszczuplające dochody duchowieństwa i wyłączające templariuszy spod jurysdykcji biskupiej spowodowały narastanie niechęci kleru do zakonu.
Nowe bractwo wypełniło lukę w wewnętrznej organizacji Królestwa Jerozolimy. Początkowo spełniało tylko rolę policji, patrolując drogi i zwalczając opór ludności miejscowej – muzułmańskiej i chrześcijańskiej. Odciążało w ten sposób szczupłe siły wojskowe królestwa od zajmowania się sprawami bezpieczeństwa wewnętrznego w okupowanym kraju. Dlatego szybko zyskało uznanie, popularność i cieszyło się poparciem króla i możnych. Również duchowieństwo przyjęło z zadowoleniem powstanie rycerskiego bractwa.
Wraz z upadkiem Królestwa Jerozolimskiego w 1291, pozbawieni siedziby templariusze przenieśli się na Cypr, a następnie do Francji. Liczebność zakonu w różnych okresach była różna, jednak tuż przed upadkiem wynosiła ok. 4500 ludzi, z czego 1000 to najwyżej postawieni w hierarchii bracia-rycerze, pozostali to bracia służebni, rzemieślnicy i kapelani-duchowni. Z tej liczby 2000 przebywało we Francji, a 2500 poza nią.

## Wielcy mistrzowie zakonu templariuszy
|     | Wielki mistrz           | Lata rządów  |                                          |
| --- | ----------------------- | ------------ | ---------------------------------------- |
| 1.  | Hugon de Payns          | 1118-1136    | założyciel zakonu                        |
| 2.  | Robert de Craon         | 1136-1149    |                                          |
| 3.  | Ewerard de Barres       | 1149-1152(?) | zrezygnował z funkcji                    |
| 4.  | Bernard de Tremelay     | 1152-1153    |                                          |
| 5.  | Andrzej de Montbard     | 1153-1156    |                                          |
| 6.  | Bertrand de Blanquefort | 1156-1169    |                                          |
| 7.  | Filip de Milly          | 1169-1171    | zrezygnował z funkcji                    |
| 8.  | Odon de Saint-Amand     | 1171-1179    |                                          |
| 9.  | Arnold de Toroge        | 1180-1184    |                                          |
| 10. | Gerard de Ridefort      | 1185-1189    |                                          |
| 11. | Robert de Sable         | 1191-1193    |                                          |
| 12. | Gilbert Hérail          | 1194-1200    |                                          |
| 13. | Filip du Plaissis       | 1201-1209    |                                          |
| 14. | Wilhelm de Chartres     | 1210-1219    |                                          |
| 15. | Piotr de Montaigu       | 1219-1232    |                                          |
| 16. | Armand de Perigord      | 1232-1244    | zaginął w bitwie pod Gazą                |
| 17. | Ryszard de Bures        | 1244-1247    |                                          |
| 18. | Wilhelm de Sonnac       | 1247-1250    |                                          |
| 19. | Renald de Vichiers      | 1250-1256    |                                          |
| 20. | Tomasz Berard           | 1256-1273    |                                          |
| 21. | Wilhelm de Beaujeu      | 1273-1291    |                                          |
| 22. | Tybald Gaudin           | 1291-1295    |                                          |
| 23. | Jakub de Molay          | 1295-1312    | spalony na stosie w Paryżu 18 marca 1314 |

## Wojsko
Początkowo templariusze byli tylko strażnikami szlaków pielgrzymkowych, by następnie wraz ze swoim liczebnym wzrostem stać się jedną z ważniejszych stron militarnych w Outremer. Ten fakt był m.in. przyczyną opracowania nowej Reguły w języku francuskim, która szczegółowo omawiała również militarne aspekty życia zakonnego. Z bronią w ręku musieli służyć wszyscy bracia i serwienci. Każdy rycerz-zakonnik mógł posiadać trzy wierzchowce, a czwartego dosiadał jego giermek. Zbroja rycerza składała się z hełmu, kolczugi oraz żelaznych nogawic. Templariusz uzbrojony był w miecz, tarczę, kopię, młot turecki i puginał. Serwienci najczęściej walczyli pieszo, chociaż mogli posiadać jednego konia, i byli uzbrojeni trochę gorzej. Podstawową jednostką taktyczną był hufiec, składający się z rycerzy i ich giermków. U boku templariuszy służyli turkopole – lekka jazda syryjska. Oddziałami templariuszy w czasie marszu, postoju i w boju dowodził marszałek. Reguła zakonna wymagała bezwzględnego podporządkowania się rozkazom marszałka, a każde naruszenie reguły było karane, najsurowiej tchórzostwo i przejście na stronę wroga. Nikt nie mógł opuścić pola walki, jeżeli widoczny był czarno-biały sztandar trzymany przez marszałka, którego chroniło dziesięciu rycerzy.
Militarny charakter działalności templariuszy kazał im wznosić na Wschodzie obronne fortece, również na terenie miast, które powierzono im w obronę. Templariusze stanowili garnizon twierdz, zamków i warowni: Gazy, Tortosy, Safad, Safity – Chastel-Blanc, Sydonu, Arsour, Atlit, Natron, Bagras, Askalon, Toron, Beaufort, Ujun Musa, Chastellet, Chastel Rouge, Ahamant, Destroit, La Fève, Maldoim, Merla, Casal des Plaines, La Colée, Darbasak, La Roche de Roussel.
„Rycerze Świątyni” brali udział w wielu bitwach nie tylko w Ziemi Świętej, ale też poza nią:
- 1153 – zdobycie Askalonu
- 1177 – bitwa pod Montgisard
- 1187 – bitwa pod Hittin
- 1191 – bitwa pod Arsuf
- 1219 – zdobycie Damietty
- 1241 – bitwa pod Legnicą
- 1244 – bitwa pod La Forbie
- 1250 – bitwa o Al Mansurę
- 1291 – obrona Akki
- 1298 – bitwa pod Falkirk

## Upadek zakonu
Ulegając naciskom króla Francji, rzekomo zadłużonego u templariuszy, papież Klemens V na Soborze w Vienne zawiesił zakon bullą „Vox in exscelso” wydaną 3 kwietnia 1312, równocześnie uniewinniając go od zarzutów o herezję. Tymczasem 18 marca 1314 w Paryżu, potwierdzenie podejrzeń o świętokradztwo, czary, rozpustę, spiskowanie z Saracenami przyprawiło o śmierć na stosie wielkiego mistrza Jakuba de Molay i 54 innych dostojników zakonu. W konsekwencji dobra templariuszy zostały przekazane joannitom, jednak ich część została przejęta przez lokalnych władców. Jedynie w Portugalii zezwolono na utworzenie nowego zakonu pod nazwą Rycerze Chrystusa, który przejął posiadłości templariuszy. Stało się tak ze względu na wyjątkowe stosunki zakonu z władcami Portugalii, którzy nadawali mu przywileje w zamian za składanie ślubów wierności. W Aragonii zaś, majątek zakonu został przekazany nowo utworzonemu Zakonowi Rycerzy z Montesy.

## Templariusze w Polsce
Od XIII wieku templariusze działali także na obszarze współczesnej Polski. Pierwsze nadania ziemi zawdzięczali księciu śląskiemu Henrykowi Brodatemu, który przekazał im majątki w okolicach Oławy (Oleśnica Mała) oraz Lietzen (ówczesna Leśnica). Władysław Odonic przekazał im Myślibórz, Wielką Wieś, Chwarszczany i Wałcz. Wielkopolski książę Przemysł II przekazał im Czaplinek. Zakon miał w Polsce kilkanaście komandorii, niektórzy historycy nawet doliczają się 50. Liczba templariuszy w Polsce w okresie największego rozwoju zakonu jest oceniana na 150-200, przy czym byli to rycerze z różnych krajów Europy z wyraźną przewagą templariuszy pochodzenia niemieckiego. Liczba Polaków w zakonie jest trudna do ustalenia. Po rozwiązaniu zakonu majątek przejęli joannici.
Do Polski templariusze dotarli około 1155 roku. Przywiózł ich ze sobą, wracając z krucjaty, książę Henryk Sandomierski, syn Bolesława Krzywoustego. Miał im nadać miejscowość Opatów oraz 16 przyległych wsi na ziemi sandomierskiej. Pozostałością ich klasztoru jest najprawdopodobniej kolegiata św. Marcina w Opatowie, gdzie według legendy znajdują się w podziemiach zabalsamowane ciała braci.
Na Śląsku, dzięki staraniom Henryka Brodatego, pierwsi templariusze osiedlili się w 1226 roku w Oleśnicy Małej koło Oławy, gdzie założyli pierwszą na tych ziemiach siedzibę, czyli tzw. komandorię.
Kolejna komandoria powstała, według starych kronik na przełomie XIII i XIV w., w miejscowości Obrowiec koło Krapkowic. Od wieków grodzisko to było zwane Tempelberg. Miejsce to istnieje do dnia dzisiejszego. Zakonnicy przebywali prawdopodobnie także na zamkach w Rogowie Opolskim, Krapkowicach, oraz na zamku w Otmęcie, po którym zostały tylko niewielkie ruiny. W całości zachowała się jedynie jego wieża, która obecnie jest integralną częścią kościoła parafialnego. Według legendy zamki w Rogowie i Otmęcie łączył podziemny korytarz; przypuszcza się, że połączenie miały również z Obrowcem i Krapkowicami. Ślady rycerzy wiodą także do Prudnika, gdzie mieli zbudować pierwszy drewniany zamek w tej okolicy.
Książę Bolesław Wstydliwy osiedlił templariuszy w Łukowie i podjął starania o ustanowienie tam biskupstwa – wymienianym w bulli papieża Innocentego IV z 1 lutego 1257.

## Pergamin z Chinon
Sensacyjnego odkrycia dotyczącego templariuszy w Archiwum Watykańskim dokonała włoska badaczka prof. Barbara Frale, wyniki swoich prac opublikowała w 2004 roku w „Journal of Medieval History”. Podczas kwerendy natknęła się na pergamin, o którym przez ostatnie siedem wieków sądzono, że zaginął. Okazało się, iż dokument był źle skatalogowany. Kopia dokumentu, który został odnaleziony przez badaczkę, została opublikowana we włoskim czasopiśmie „Hera”. Jest to tzw. „pergamin z Chinon”, oryginał papieskiego śledztwa prowadzonego w zamku w Chinon, gdzie byli przetrzymywani wielki mistrz i jego najbliżsi współpracownicy. Proces przeciw templariuszom toczył się w 1308 roku w Poitiers we Francji, które wówczas było siedzibą papieża. Z pergaminu odnalezionego przez prof. Barbarę Frale wynika, iż templariusze nie byli heretykami.
Papież wiedział o różnych nadużyciach w zakonie, ale nie uważał templariuszy za odstępców od wiary. Watykan udostępnił dokumenty z procesu templariuszy w dniu 25 października 2007 roku. W tym dniu w Sali Synodalnej dokumenty te zaprezentowało Tajne Archiwum Watykańskie. Sergio Pagano, prefekt tajnego archiwum watykańskiego, stwierdził, że celem przedstawienia dokumentów „nie była żadna chęć uczczenia zakonu templariuszy, a tym bardziej jego rehabilitacji. Nasza rola ogranicza się do badań historycznych”.

## Templariusze a masoneria
Niektóre z organizacji wolnomularskich uważają się za spadkobierców tradycji zakonu templariuszy. Część lóż masońskich przyjęła nazwę „Rycerzy Świątyni”, niektóre posługują się też flagami templariuszy, a podczas spotkań przebierają się za templariuszy.

## Mit templariuszy
W 2004 r. w toruńskim Muzeum Okręgowym miała miejsce wystawa "Templariusze. Historia i mit", która była pierwszą w historii muzealnictwa ekspozycją poświęconą wyłącznie temu zakonowi i jedną z pierwszych wystaw poświęconych historii idei. Wystawa podzielona była na część historyczną, w której zaprezentowano blisko 200 muzealiów z czasów templariuszy oraz oryginalne zabytki pochodzące z wykopalisk archeologicznych z komandorii templariuszy w Rurce i Chwarszczanach. Druga część wystawy prezentowała kształtowanie się mitu zakonu od XIV w. po współczesność. Kurator wystawy - Sławomir Majoch - szczegółowo przeanalizował wizerunek templariuszy w historiografii i literaturze średniowiecznej, przeanalizował odwoływanie się do zakonu w pismach różokrzyżowców oraz wolnomularzy, zwrócił uwagę na zainteresowanie templariuszami w romantyzmie (Walter Scott) a następnie sztuce XIX w. i kulturze masowej.  

### Książki
- Peter Berling, Dzieci Graala, Wyd. 4, Książnica, Katowice 2003, s. 638. ISBN 83-7132-631-9.
- Peter Berling, Krew królów, Wyd. 2, Książnica, Katowice 2003, s. 644. ISBN 83-7132-612-2.
- Peter Berling Korona świata, Wyd. 2, Książnica, Katowice 2005, s. 680. Seria: „Książnica” Kieszonkowa, ISBN 83-7132-773-0.
- Peter Berling, Czarny kielich, Wyd. Książnica, Katowice 2005, s. 552. ISBN 83-7132-796-X.
- Oliver Bowden, seria Assassin’s Creed.
- Maurice Druon, seria Królowie przeklęci.
- Umberto Eco, Wahadło Foucaulta, PIW, Warszawa 1993, s. 647. ISBN 83-06-02298-X – beletrystyka, zawierająca bardzo dużo informacji o templariuszach, zarówno historycznych, jak i spekulacji oraz czystych teorii spiskowych – wszystko jasno rozdzielone
- Jan Guillou, Krzyżowcy – Rycerz Zakonu Templariuszy, wyd Videograf II, Chorzów 2008, ISBN 978-83-7183-656-5.
- Jarosław Iwaszkiewicz, Czerwone tarcze, Wyd. 12, Gebethner i Ska, Warszawa 1994, s. 352. ISBN 83-85205-39-X.
- Walter Scott, Ivanhoe. Powrót krzyżowca, Wyd. Zielona Sowa, Kraków 2003, s. 340. Seria: Na Szlaku Wielkiej Przygody, ISBN 83-7389-052-1.
- Jack Whyte, Rycerze czerni i bieli, wyd. Rebis, Poznań 2007, s. 467. ISBN 978-83-7301-827-3.
- Jack Whyte, Honor rycerza, wyd. Rebis, Poznań 2008, s. 538. ISBN 978-83-7301-828-0.
- Robyn Young, Bractwo, wyd Książnica, Katowice 2007, ISBN 978-83-250-0080-6.
- Robyn Young, Krucjata, wyd Książnica, Katowice 2009, ISBN 978-83-245-7729-3.
- Robyn Young, Requiem, wyd Książnica, Katowice 2010, ISBN 978-83-245-7848-1.
- Jadwiga Żylińska, Gra w tarota, Wyd. Czytelnik, Warszawa 1987, s. 315. ISBN 83-07-01618-5.
- Zbigniew Nienacki, Pan Samochodzik i templariusze, 1966 (nakręcono również film na podstawie książki).
- Jolanta Maria Kaleta, Testament Templariusza, Wyd. Psychoskok, 2015, ISBN 978-83-7900-441-6
- Zuzanna Orlińska, Detektywi z klasztornego wzgórza

### Inne
- Seria gier (z wyjątkiem części drugiej) przygodowych Broken Sword zawiera odwołania do historii zakonu, do asasynów, jak i współczesnych wersji (istniejących w ukryciu) obu zgromadzeń[11]
- Gra komputerowa Assassin’s Creed i jej kontynuacje traktują o wojnie templariuszy i asasynów[12]
- Templariusze są bohaterami 4 odcinka (I sezonu) serialu "Robin of Sherwood" z 1984 r.